# Georg Christoph Martini
Georg Christoph Martini, noto anche con lo pseudonimo di il Sassone (Bad Langensalza, 1685 – Lucca, 21 dicembre 1745), è stato un pittore, scultore, scrittore archeologo, antiquario tedesco.

## Biografia
Figlio di Jacob, nel 1722, partì da Vienna, dove si trovava da un paio di anni, alla volta dell'Italia per approfondire ed affinare le sue conoscenze artistiche, insieme a tre altri giovani artisti tra i quali Martin van Meytens.  Visitò Trieste, Venezia, Roma, Napoli nell'aprile del 1723, finché nel 1727 si fermò a Lucca.
Nel periodo dal 1736 al 1742 servì, come segretario, Carol Mansi, ambasciatore di Lucca a Vienna.
Nel 1725 fu suo allievo il pittore Giuseppe Antonio Luchi.
Scrisse, sotto forma di diario di viaggio, un manoscritto in tedesco in tre volumi, nel quale descrisse luoghi, personaggi, opere d'arte, antichità romane ed etrusche, usi e costumi:
1. Reise nach Italien, "Viaggio in Italia" (175 pagg e 65 illustrazioni);
2. Ruck Reise von Neapolis nach Rom, "Viaggio di ritorno da Napoli a Roma" (268 pagg e 80 illustrazioni);
3. Reise von Rom nach Livorno und durch Toscana, "Viaggio da Roma a Livorno per la Toscana" (342 pagg e 76 illustrazioni).

Morì a Lucca ma fu sepolto a Livorno nel cimitero protestante. Non ebbe né moglie né eredi.